# Samuel Firewu
Samuel Firewu (3 maggio 2004) è un siepista e mezzofondista etiope vincitore della medaglia d'oro ai Giochi panafricani nei 3000 m siepi.

## Biografia
Nel 2021 Samuel arriva quarto ai campionati mondiali U20 nei 3000 metri siepi, a Nairobi in Kenya. L'anno successivo vince per la prima volta il campionato etiope sempre nelle siepi, e giunge secondo nella medesima specialità ai campionati mondiali U20 a Cali in Colombia.
Nel 2024 vince la medaglia d'oro ai Giochi panafricani.

## Progressione

### 3000 metri siepi
| Stagione | Misura  | Luogo     | Data      | Rank. Mond. |
| -------- | ------- | --------- | --------- | ----------- |
| 2024     | 8'24"30 | Accra     | 18-3-2024 |             |
| 2023     | 8'10"57 | Monaco    | 21-7-2023 |             |
| 2022     | 8'19"82 | Ostrava   | 31-5-2022 |             |
| 2021     | 8'20"27 | Stoccolma | 4-7-2021  |             |

## Palmarès
| Anno | Manifestazione     | Sede         | Evento       | Risultato | Prestazione | Note  |
| ---- | ------------------ | ------------ | ------------ | --------- | ----------- | ----- |
| 2021 | Mondiali U20       | Nairobi      | 3000 m siepi | 4º        | 8'46"16     |       |
| 2022 | Africani           | Saint-Pierre | 3000 m siepi | 5º        | 8'32"11     | [ 5 ] |
| 2022 | Mondiali U20       | Cali         | 3000 m siepi | Argento   | 8'39"11     |       |
| 2024 | Giochi panafricani | Accra        | 3000 m siepi | Oro       | 8'24"30     | [ 6 ] |
| 2024 | Giochi olimpici    | Parigi       | 3000 m siepi | 6º        | 8'08"87     |       |

## Campionati nazionali
2021
- 5º ai campionati etiopi (Addis Abeba), 3000 m siepi - 8'45"4

2022
- Oro ai campionati etiopi (Addis Abeba), 3000 m siepi - 8'22"5

## Altre competizioni internazionali
2023
- 4º all'Herculis ( Monaco), 3000 m siepi - 8'10"57
- Argento alla Xiamen Diamond League ( Xiamen), 3000 m siepi - 8'11"29
- Argento al Prefontaine Classic ( Eugene), 3000 m siepi - 8'10"74

2024
- Oro al Doha Diamond League ( Doha), 3000 m siepi - 8'07"25
- Argento al Bauhaus-Galan ( Stoccolma), 3000 m siepi - 8'05"78
- Bronzo al Kamila Skolimowska Memorial ( Chorzów), 3000 m siepi - 8'04"34

2025
- 4º al Meeting international Mohammed VI d'athlétisme de Rabat ( Rabat), 3000 m siepi - 8'09"98
- Oro alla Xiamen Diamond League ( Xiamen), 3000 m siepi - 8'05"61
- Bronzo al Cross Internacional Juan Muguerza ( Elgoibar) - 29'59"